# 馬爾科·比佐特
馬爾科·比佐特（荷蘭語：Marco Bizot，發音：[ˈmɑrkoː ˈbizɔt]；1991年3月10日—）是荷蘭的一位足球運動員，在場上司職守門員。現效力於英超球隊阿士東維拉。代表荷蘭國家足球隊參加國際賽事。

## 國家隊生涯
2021年6月，由於COVID-19檢測呈陽性退出國家隊，比佐特替補其位置進入徵戰2020年歐洲國家盃的最終名單。

## 外部連結
- Soccerway資料庫：馬爾科·比佐特
- 馬爾科·比佐特－UEFA國際賽競賽紀錄
- Voetbal International profile （荷蘭語）
- Netherlands stats at OnsOranje，存档于（存檔日期 21 September 2012）